# Ungureni (gmina Gherghița)
Ungureni  – wieś w Rumunii, w okręgu Prahova, w gminie Gherghița. W 2011 roku liczyła 375 mieszkańców.